# أوليغ تشيرنيشوف
أوليغ تشيرنيشوف (بالروسية: Чернышов, Олег Владимирович)‏ هو لاعب كرة قدم روسي في مركز الدفاع، ولد في 23 ديسمبر 1986 في بوغولما في روسيا. لعب مع نادي تامبوف ‏.

## وصلات خارجية
- أوليغ تشيرنيشوف على موقع قاعدة بيانات كرة القدم.إي يو (الإنجليزية)
- أوليغ تشيرنيشوف على موقع Soccerbase.com (لاعب) (الإنجليزية)
- أوليغ تشيرنيشوف على موقع Soccerway.com (الإنجليزية)
- أوليغ تشيرنيشوف على موقع عالم كرة القدم.نت (الإنجليزية)